# جامعة أوسترال (الأرجنتين)
الجامعة أوسترال [[إنج|Austral University]] هي جامعة خاصة في الأرجنتين، ومقرها في بوينس آيرس ولها مقاعد في بيلار (مقاطعة بوينس آيرس) وروزاريو (سانتا في). تصنف كأفضل جامعة خاصة في الأرجنتين.  منذ عام 2011 بدأت الجامعة عملية الدمج، حيث أصبح الحرم الجامعي بيلار المكان الرئيسي. يسعى هذا المشروع إلى إنشاء وتعزيز المجتمع المحلي من خلال إضافة قيمة إلى مدينة بيلار وتقديم بيئة تعليمية فريدة لطلابها. لا تزال تقدم بعض دورات الدراسات العليا في وسط مدينة بوينس آيرس.

## العرض الأكاديمي
تقدم جامعة أوسترال 15 درجة بدوام كامل من خلال المدارس الأكاديمية التالية:
- كلية العلوم الطبية الحيوية
- كلية الدراسات التجارية
- كلية الاتصالات
- كلية الحقوق
- كلية الهندسة
- مدرسة الحكومة
- مدرسة الأعمال

وتقدم دراسات متقدمة أخرى من خلال معهد الفلسفة، كلية التربية ومعهد علوم الأسرة.

## كلية الأعمال
تقدم برامج أكاديمية صارمة للدراسات العليا مصممة خصيصًا لتلبية احتياجات اليوم. وهذا يشمل الدكتوراه في إدارة الأعمال، ماجستير في إدارة الأعمال وماجستير في إدارة الأعمال التنفيذية، البرامج التنفيذية والمهنية وإدارة الشركات الصغيرة والمتوسطة. شبكة خريجيها هي واحدة من أكبر الجامعات في أمريكا اللاتينية حيث تضم أكثر من 12000 خريج في 50 دولة. 
وفقًا لصحيفة فاينانشال تايمز احتلت كلية الأعمال المرتبة 26 في قائمة التعليم التنفيذي. وقد نالت ترتيب الثالث عشر. 
حصلت الكلية على الاعتماد الثلاثي من رابطة تطوير كليات إدارة الأعمال المتقدمة من الولايات المتحدة الأمريكية، ومن رابطة ماجستير إدارة الأعمال في لندن، المملكة المتحدة ومن نظام تحسين الجودة الأوروبي من بروكسل، بلجيكا. وذلك لجودة تعليمها الأكاديمي على المستوى الدولي.

## تصنيف
وفقًا لتصنيفات جامعة كيو إس العالمية تعد جامعة أوسترال الجامعة الأولى من نوعها في الأرجنتين، وثاني أفضل جامعة في الأرجنتين بعد جامعة بوينس آيرس. تعد جامعة أوسترال واحدة من أفضل 10 جامعات في أمريكا اللاتينية. اعتبارا من عام 2011  احتلت كلية إدارة الأعمال المرتبة الرابعة. 